# القحمة
القحمة: أحد مراكز إمارة منطقة عسير، تقع في غرب أبها على مسافة 180 كيلاً. وبها من الدوائر الحكومية: مركز إداري، دفاع مدني، ضمان اجتماعي، مستشفى (100 سرير)، محكمة، مركز هيئة، فرع أوقاف، شرطة. ويقطنها 11508 نسمة.

## الموقع
يقع مركز القحمة على ساحل البحر الأحمر في الجزء الجنوبي الغربي منها ويبعد عن مدينة أبها 160 كم ويضم نحو تسعين قرية يقطنها أكثر من 18000 نسمة، فيما تبلغ مساحة مركز القحمة 2520 كم . من أهم ما يميز مركز القحمة هو وقوعها على ساحل البحر الأحمر وعلى الطريق الساحلي الذي يربط كلا من منطقة مكة المكرمة وعسير وجازان إضافة إلى تميز مناخها الدافئ شتاء الذي يستمر قرابة ستة أشهر، ويعد مقصدا للكثيرين خلال فصل الشتاء البارد في مرتفعات عسير .
وتشتمل القحمة على جزر بحرية متميزة بطبيعتها الخلابة أمثال كدمبل و سمر و السحل و أم القشع و أبو العقام، كما تضم سهولا ساحلية محاذية لساحل البحر الأحمر تشمل سهولًا رعوية وزراعية تشتهر بزراعة الذرة والبقوليات المتنوعة كما تتميز طبوغرافيًا مركز القحمة بوجود العديد من المرتفعات البركانية مثل كدمبل و الوسم و الخرماء وطف و القنا ورقعاء والعديد من الأودية الواسعة ومنها حمضة و العشير ويتمة و ضنكان ونجل.